# Teatr repertuarowy

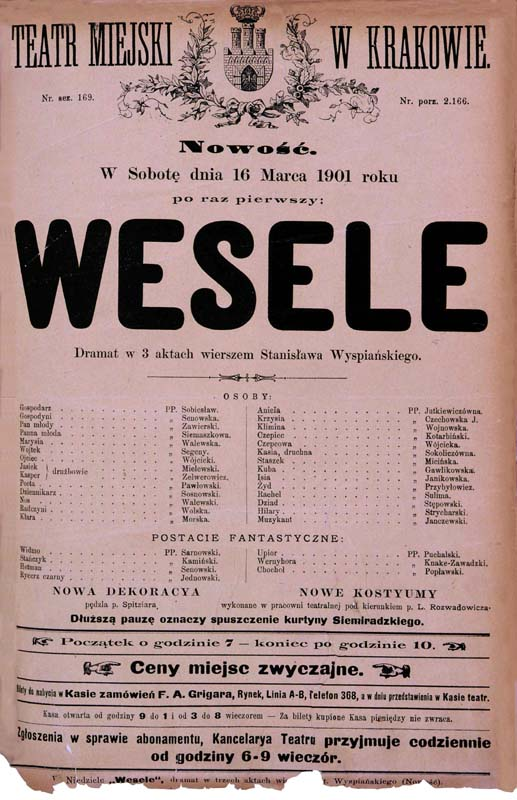
Afisz premierowego wystawienia Wesela w repertuarze Teatru Miejskiego w Krakowie z 1901 roku.

Teatr repertuarowy – teatr utrzymujący przez pewien okres na afiszu po kilka sztuk, granych na zmianę, pracujący jednocześnie nad kolejnymi premierami. Teatr repertuarowy to zazwyczaj placówka, utrzymująca stały zespół aktorski i posiadająca odpowiednie zaplecze techniczne i lokalowe (odpowiednio przystosowana scena, maszyneria teatralna, dekoracje itp.). Większość współcześnie funkcjonujących teatrów pracuje jako teatry repertuarowe (zarówno teatry subsydiowane przez państwo, teatry działające na zasadzie rezydencji, jak i komercyjne teatry prywatne).

## Teatr repertuarowy w Wielkiej Brytanii
W Wielkiej Brytanii w dwudziestoleciu międzywojennym powstała silna sieć lokalnych teatrów repertuarowych, które wystawiały tradycyjne przedstawienia, skupiając się na sztukach współczesnych autorów brytyjskich (m.in. George Bernard Shaw, John Priestley). Zapoczątkowane przez Annie Horniman w Manchesterze (Gaiety Theatre) i Barry'ego Jacksona w Birmingham (Birmingham Repertory Theatre) teatry te wystawiają zazwyczaj po jednej sztuce, pracując jednocześnie nad kolejną premierą.
W okresie poprzedzającym upowszechnienie się telewizji teatry repertuarowe stanowiły – równolegle do kina – główne źródło weekendowej rozrywki brytyjskiej klasy średniej. Sztuki, głównie należące do lekkich gatunków jak komedia czy kryminał, wystawiane były w cyklu tygodniowym, tak aby w każdy weekend stali widzowie mogli obejrzeć nowe przedstawienie. Współcześnie okres pozostawania sztuki na afiszu jest znacznie dłuższy, a dobór repertuaru zwykle nieco bardziej ambitny. 